# Elezioni presidenziali in Messico del 1917
Le elezioni presidenziali in Messico del 1917 si tennero il 5 febbraio durante la Rivoluzione per instaurare i nuovi poteri della Repubblica a seguito della promulgazione della nuova Costituzione quello stesso anno. Fu la prima elezione in Messico con il suffragio universale maschile.
L'elezione vide la conferma di Venustiano Carranza, già presidente de facto, e capo dell'Esercito costituzionale. Egli non poté terminare il "nuovo" mandato di quattro anni perché fu assassinato durante la Ribellione di Agua Prieta nel 1920, alla fine cioè della Rivoluzione, per ordine del suo primo generale Álvaro Obregón che fu candidato a questa elezione ma che arrivò quarto con appena 4 007 voti. Alla rivolta militare partecipò anche, senza però aderire al Piano, l'altro generale Pablo González Garza, considerato un fedelissimo di Carranza, che a questa elezione arrivò secondo.

## Risultati
| Candidati                | Partiti                            | Voti    | %     |
| ------------------------ | ---------------------------------- | ------- | ----- |
| Venustiano Carranza      | Partito Liberale Costituzionalista | 798 486 | 97,18 |
| Pablo González Garza     | Lega Democratica                   | 11 605  | 1,41  |
| Nicolás Zúñiga y Miranda | Indipendente                       | 7 557   | 0,92  |
| Álvaro Obregón           | Indipendente                       | 4 007   | 0,49  |
| Totale                   | Totale                             | 821 655 | 100   |